# Symfoni nr. 1 (Gade)
 Der er for få eller ingen kildehenvisninger i denne artikel, hvilket er et problem. Du kan hjælpe ved at angive troværdige kilder til de påstande, som fremføres i artiklen.

 For alternative betydninger, se Symfoni nr. 1. (Se også artikler, som begynder med Symfoni nr. 1)
Symfoni nr. 1 i C-mol opus 5 blev komponeret af Niels W. Gade i 1842. Uropført 1843 i Leipzig af Felix Mendelssohn Bartholdy, hvem symfonien også er tilegnet.

## Symfoniens satser
1. Moderato con moto – Allegro energico
2. Scherzo: Allegro risoluto quasi Presto
3. Andantino grazioso
4. Finale. Molto allegro ma con fuoco

Symfonien bærer titlen på en sang, "Paa Sjølunds fagre Sletter", som Gade i 1838 havde komponeret til en tekst af B.S. Ingemann, og som stadig lever i det folkelige danske sangrepertoire. Melodien brugte Gade i såvel første som sidste sats af symfonien. Fra den mørke mol-indledning med et strygerpianissimo føres temaet gennem kamp til sejr i den afsluttende codas triumferende fortissimo-tutti i klar C-dur.
Sangmelodien – eller i det væsentlige dens første fire takter – danner grundlag for de nye temaer, der opstår i en proces med motivafledning. Endelig vender sangen tilbage i hovedmodusvarianter i den sidste sats. Kun den langsomme tredje sats har den ikke med.

## Uropførelse i Leipzig
Ifølge en overlevering, der stammer fra en artikel af Angul Hammerich i et festskrift, der blev udgivet i anledning af, at Musikforeningen i København havde jubilæum i 1886, skulle Gade i skuffelse over, at symfonien ikke straks kom på Musikforeningens program, selv have sendt partituret til Gewandhaus-koncerternes bestyrelse i Leipzig. Det forholder sig imidlertid sådan, at Gade indleverede symfonien til Musikforeningen i efteråret 1842, og at det var Musikforeningen, der skrev til musikforlaget Breitkopf & Härtel i Leipzig for at få symfonien opført dér. Komponisten Weyses død bevirkede, at en uropførelse i København måtte udsættes til fordel for et særligt koncertprogram i den anledning. Musikforeningen har således i virkeligheden sørget for at promovere Gades værk ved at gøre opmærksom på det i det, der dengang var en musikalsk højborg i Europa.
Felix Mendelssohn-Bartholdy skrev 13. januar 1843 fra Leipzig et brev til den 25-årige Gade:
"I går har vi haft den første prøve på Deres symfoni i C-mol, og selv om jeg ikke kender Dem personligt, kan jeg ikke modstå fristelsen at henvende mig personligt til Dem for at sige Dem, hvilken overordentlig glæde, Deres fortræffelige værk har beredt mig, og hvor taknemmelig af mit ganske hjerte jeg er for den store nydelse, som det har givet mig. Det er længe siden, at et stykke har gjort et så levende, skønt indtryk på mig, og eftersom jeg for hver takt undrede mig mere og mere, og alligevel følte mig mere og mere hjemme, så havde jeg i dag trang til at udtrykke min tak for så megen glæde – at sige Dem, hvor højt jeg værdsætter Deres herlige talent, hvordan denne symfoni, det eneste jeg til nu kender af Dem, har gjort mig ivrig efter at lære alt tidligere og senere at kende!"
Af Gades svarbrev fremgår ikke blot hans glæde, men også hans næsegruse beundring for Mendelssohn:
"Med hvilken overordentlig glæde, med hvilken inderlig, levende taknemmelighed, med hvilken dybfølt beundring har jeg ikke læst Deres dyrebare brev. Glæde over den lykke at have tilfredsstillet en mester, taknemmelighed over den sjældne godhed, en mester har udvist ved at skrive til en ganske ubekendt ung mand, og beundring for den mand, der er lige stor som menneske og som kunstner".
Mendelssohn tog sig tid til en virkelig grundig indstudering, og 2. marts 1843 uropførte han symfonien. Allerede dagen efter skrev han til Gade:
"I går aftes fik De hele Leipzig-publikummet, der virkelig elsker musik, til ven for bestandig. Ingen vil fra nu af nævne Deres navn eller tale om Deres værk andet end med den hjerteligste højagtelse. Og ethvert fremtidigt arbejde af Dem vil blive modtaget med åbne arme, øjeblikkelig blive indstuderet med den yderste omhu og med glæde blive hilst velkommen af alle musikvenner her".